# Taraxacum sagittipotens
Taraxacum sagittipotens — вид квіткових рослин з родини айстрових (Asteraceae). Вид зростає в Європі: Естонія, Латвія, Данія, Фінляндія, Німеччина, Великобританія, Ірландія, Нідерланди, Норвегія, Польща, Швеція; це багаторічна рослина помірних біомів.

## Опис
T. sagittipotens має вузькі рожеві черешки і листки ясно-зелені. Стрілеподібні кінцеві частки листків є характерними, хоча вони довші на внутрішніх листках (гетерофіл). На всіх листкових частках здебільшого відсутні зубці. Квіткові голови досить дрібні та округлі, а зовнішні приквітки вузькі, зігнуті назад і часто мають рожевий колір.